# Walsdraad

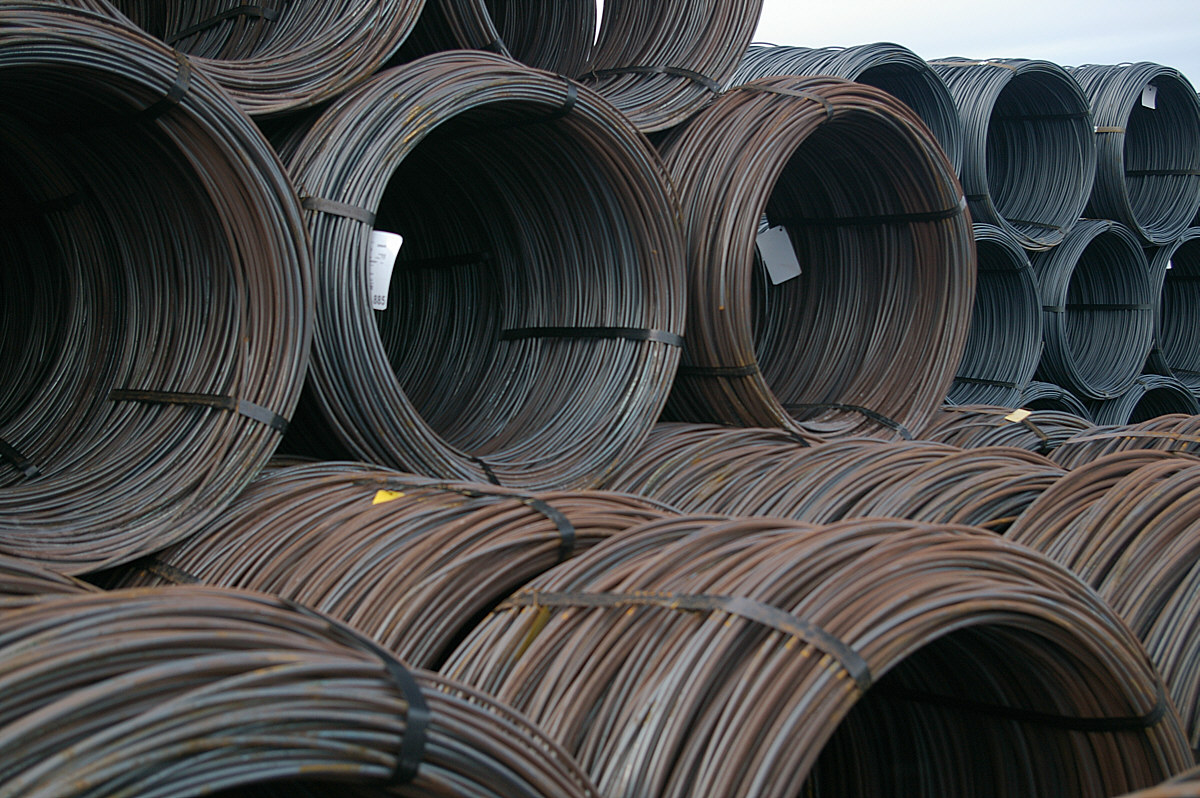
Walsdraad.

Walsdraad of machinedraad is metaaldraad met volle doorsnede dat wordt verkregen door warm walsen en dat wordt geleverd in warm opgewikkelde bossen. 
Er zijn drie categorieën:
- rond walsdraad met een middellijn kleiner dan of gelijk aan 13 mm;
- vierkant walsdraad met zijden kleiner dan of gelijk aan 13 mm;
- walsdraad met andere volle doorsneden en een oppervlak kleiner dan of gelijk aan 169 mm2.

Producten met een grotere doorsnede worden niet meer als draad aangemerkt, men spreekt dan van staven.